# Ималка
Ималка (Ималхоин-Гол) — река в Монголии и Забайкальском крае России.
Берёт начало на высоте 939 м над уровнем моря на склонах хребта Эрмана. Впадает в озеро Барун-Торей на высоте 597 м над уровнем моря. Длина реки — 156 км, из которых 96 км на территории Монголии (среднее течение). В России находятся верховье и нижнее течение с устьем (60 км). Площадь водосбора — 1480 км², из которых 640 км² (около 43 %) приходится на территорию России. Среднегодовой сток в устье составляет 0,018 км³. Река ежегодно перемерзает и периодически пересыхает.
Код ГВР — 20030120012118100089265.